# Idiognophomyia
Idiognophomyia es un género de dípteros nematóceros perteneciente a la familia Limoniidae. Se distribuye por Sudáfrica, Japón, Madagascar, China, & California.

## Especies
- Contiene las siguientes especies:
- I. capicola (Alexander, 1934)
- I. collata (Alexander, 1932)
- I. comstocki (Alexander, 1947)
- I. enniki Alexander, 1975
- I. ignava (Alexander, 1920)
- I. keiseri Alexander, 1963
- I. laterospinosa (Alexander, 1928)
- I. patula Alexander, 1960